# Estadio Bicentenario Municipal de La Florida
Estadio Bicentenario Municipal de La Florida, tidigare Estadio Municipal de La Florida, är en fotbollsarena i kommunen La Florida i den chilenska huvudstaden Santiago. Arenan invigdes 1986 och rustades upp mellan 28 januari och 26 september 2008 inför U20-VM i fotboll för damer 2008 som spelades i Chile, där finalen av mästerskapet spelades på arenan. Gräset på fotbollsplanen består av konstgräs. Audax Italiano spelar på arenan till vardags. Arenan tar 12 000 åskådare vid fotbollsmatcher och 25 000 åskådare vid konserter. Ett antal artister har spelat på arenan, bland annat Kiss, Green Day och Black Eyed Peas. Fotbollsarenan ligger nära tunnelbanans stationer "Rojas Magallanes" och "Trinidad" på linje 4.